# Hành khiển
Hành khiển (chữ Hán: 行遣) là chức quan đại thần trong quan chế Việt Nam trong thời kỳ từ triều Lý đến đời vua Lê Thánh Tông.
Chức vụ dưới chức Tể tướng nên còn được gọi là Thứ tướng. Vào thời Trần, Hành khiển là một chức vụ cực kỳ quan trọng.

## Lịch sử

### Thời nhà Lý
Chức vụ Hành khiển lần đầu được thành lập trong triều Lý Thái Tông và Lý Thánh Tông. Vai trò ban đầu là chức quan hầu cận cho vua, tiếp nhận các tấu sớ từ địa phương rồi chuyển lên vua; ngoài ra còn có nhiệm vụ hỗ trợ cho Tể tướng. Do vai trò thường xuất hiện trong Nội đình (Hoàng cung), nên chức vụ này thường được ban cho hoạn quan.
Sau gia thêm danh hiệu "Nhập nội Hành khiển đồng trung thư môn hạ Bình chương sự" (入内行遣同中書門下平章事), vẫn dưới chức Tể tướng.

### Thời nhà Trần
Thời nhà Trần, chức vụ được gọi là Đại hành khiển (大行遣), Nội hành khiển (内行遣). 
Thời kỳ đầu, triều Trần thiết lập quan chế tương tự triều Lý. Do hệ thống Thái Thượng hoàng được thành lập, chia làm Hành khiển tả hữu ty ở Thánh Từ cung (nơi ở Thái Thượng hoàng) và Hành khiển ty ở Quan Triều cung (nơi ở Hoàng đế) gọi chung là Mật viện. Đầu thời Trần Nhân Tông, do Trần Quang Khải làm tướng không muốn chức Hành khiển với Tể tướng cùng hàm, tâu vua đổi thành "Trung thư môn hạ công sự".
Đến thời kỳ Trần Minh Tông, đổi làm Môn hạ sảnh. Sau đó gia thêm "Đồng trung thư môn hạ bình chương sự" như thời Lý.
Từ thời Trần Thánh Tông, một số nho sĩ cũng được làm Hành khiển, ngoài ra một số thành viên trong tôn thất cũng đảm nhận chức vụ này. Sử thần Ngô Sĩ Liên nói pháp lệ: ["Theo quy chế nhà Trần, các vương hầu đều ở phủ đệ nơi hương ấp của mình, khi chầu hầu thì đến kinh đô, xong việc lại về phủ đệ. Như Quốc Tuấn ở Vạn Kiếp, Thủ Độ ở Quắc Hương, Quốc Chẩn ở Chí Linh đều thế cả. Đến khi vào triều làm Tể tướng, mới thống lĩnh việc nước. Nhưng cũng chỉ nắm đại cương thôi, còn quyền thì thuộc về Hành khiển. Người khinh lại thành trọng, người trọng lại thành khinh, mà không phải lo thêm một tầng công việc, cũng là có ý bảo toàn vậy"].

### Thời Lê sơ
Ban đầu triều Lê cũng thiết lập quan chế như triều Trần, đặt chức Đại hành khiển và Hành khiển của năm đạo, cho chia giữ các việc sổ sách kiện tụng của quân dân, những chức này đứng đầu văn ban ngang với Tể tướng.
Đến thời Lê Thánh Tông sửa lại quan chế bãi bỏ chức vụ Hành khiển.

## Danh sách Hành khiển

### Thời Lý
- Lý Thường Kiệt
- Lý Thường Hiến

### Thời Trần
- Trần Quang Khải
- Trần Khắc Chung

### Thời Lê sơ
- Nguyễn Trãi